# Microdracoides squamosus
Espèce
Classification phylogénétique
Microdracoides squamosus est une espèce d'arbustes de la famille des Cyperaceae. Il pousse en Afrique tropicale de l’ouest.

## Description
Microdracoides squamosus est un arbuste nain dioïque, dont les feuilles caduques sont regroupées à la cime des branches.
Il est caractérisé par un port arbustiforme dendroïde ramifié en candélabre et  atteint 70-80 cm de hauteur. 
Le caudex est couvert d’une gaine foliaire et de racines adventives. Les chaumes sont latéraux. 
Les feuilles caduques sont regroupées à la pointe du caudex. L’inflorescence est paniculée avec beaucoup de pointes en forme d’épis. Les bractées primaires ressemblent plus ou moins à des feuilles. Les pointes ont de nombreux épis, suspendus par de petites et denses bractées en spirale.

## Distribution et habitat
Cette espèce rupicole se rencontre de l’Afrique de l’ouest au Cameroun. 
Elle pousse sur des affleurements granitiques humides.  « L’espèce se développe sur les dalles rocheuses des versants submontagnards des inselbergs sur terreau humifère des zones suintantes. Ses racines sont petites, fasciculées, étalées à la surface du rocher, dirigées dans le sens de la pente et formant une sole qui porte la plante. » 